# Lucius Cary, 2:e viscount Falkland
Lucius Cary, 2:e viscount Falkland, född omkring 1610, död 20 september 1643, var en engelsk viscount och politiker, son till Henry Cary, 1:e viscount Falkland och Elizabeth Cary, lady Falkland.
Falkland tillhörde i långa parlamentet ursprungligen oppositionen men ställde sig 1641 vid den stora brytningen mellan moderata och radikala på kungens sida och blev 1642 statssekreterare. I det längsta motsatte han sig inbördeskriget, och kort efter dess utbrott stupade han i slaget vid Newbury.

### Tyrckta källor
- Svensk uppslagsbok. Malmö 1931.